# 大谷鉱山 (京都府)
大谷鉱山（おおたにこうざん）は、京都府亀岡市で大正年間より昭和後期にかけてタングステン鉱を採掘した主要な鉱山。
灰重石を主な鉱石として稼行していた。その他、銅、錫などを精鉱として生産していた。
- 所在地　京都府亀岡市薭田野町鹿谷（ひえだのちょうろくや）

近くには、桜石(菫青石仮晶 pseudomorph after cordierite)で有名な積善寺（しゃくぜんじ）や桜天満宮がある。鉱区を胚胎している花崗岩体は桜石との地質的関連も深い。

## 沿革
大正の初期、伊丹の山本太一が経営する銅山を譲り受けタングステンの採鉱を開始する。1935年（昭和10年）、粟村鉱業所株式会社となる。1939年（昭和14年）日本で初めて浮遊選鉱（石鹸浮選）を採用。1945年（昭和22年）終戦に伴い一時操業を停止。1951年（昭和26年）選鉱場を大規模に再構築し操業を開始する。1971年（昭和46年）カドミ問題の対策として集中浄水装置を設置する。1975年（昭和50年）ごろには、化学精錬工場を設置し、低品位鉱、委託鉱などを処理、人工シーライトやパラタングステン酸アンモニウムを生産していた。

## 地質
付近は底盤に花崗岩類があり、丹波層群Ⅰ型に分類される頁岩類、砂岩、チャートよりなる地層で覆われる。鉱床は丹波層群を貫いた白亜紀(Cretaceous period)の行者山花崗岩体に存在する。この岩体は、地質調査所の研究調査では化学組成では花崗閃緑岩にあたると記述されている。また岩体の地質年代はK-Ar年代で93.0±3.7Ma(million years ago)、Rb-Sr年代として98.9±4.2Maとされており、貫入時期は白亜紀中頃(Cenomanian頃)となる。鉱脈は、この花崗岩の裂け目を満たす石英脈で、獨鈷抛（とこなげ）山立坑関連の鉱区で主要なものが10数本、神前鉱区で4本とされる。走向は、N20°E、N40°Eで優勢なものは延長1kmに達する。脈幅1.5m - 5.5m、傾斜は70度以上とされている。主要鉱石は、灰重石 (Scheelite) CaWO4で鉄重石 (Ferberite) FeWO4はほぼ産しない。鉱石は、灰重石、錫石、磁硫鉄鉱、硫砒鉄鉱、黄銅鉱、黄鉄鉱、閃亜鉛鉱、黄錫鉱など。灰重石はモリブデン Mo の含有量が極めて微量である事が特徴であった。

## 規模
生産量は、1978年当時で月産3000t粗鉱を処理していた。そのほか山口県喜和田鉱山の粗鉱を陸送で受け入れ250tを処理していた。従業員はその当時で100人程度であった。
1983年（昭和58年）8月31日、会社破産法の適用により閉山した。